# منطقه شهری

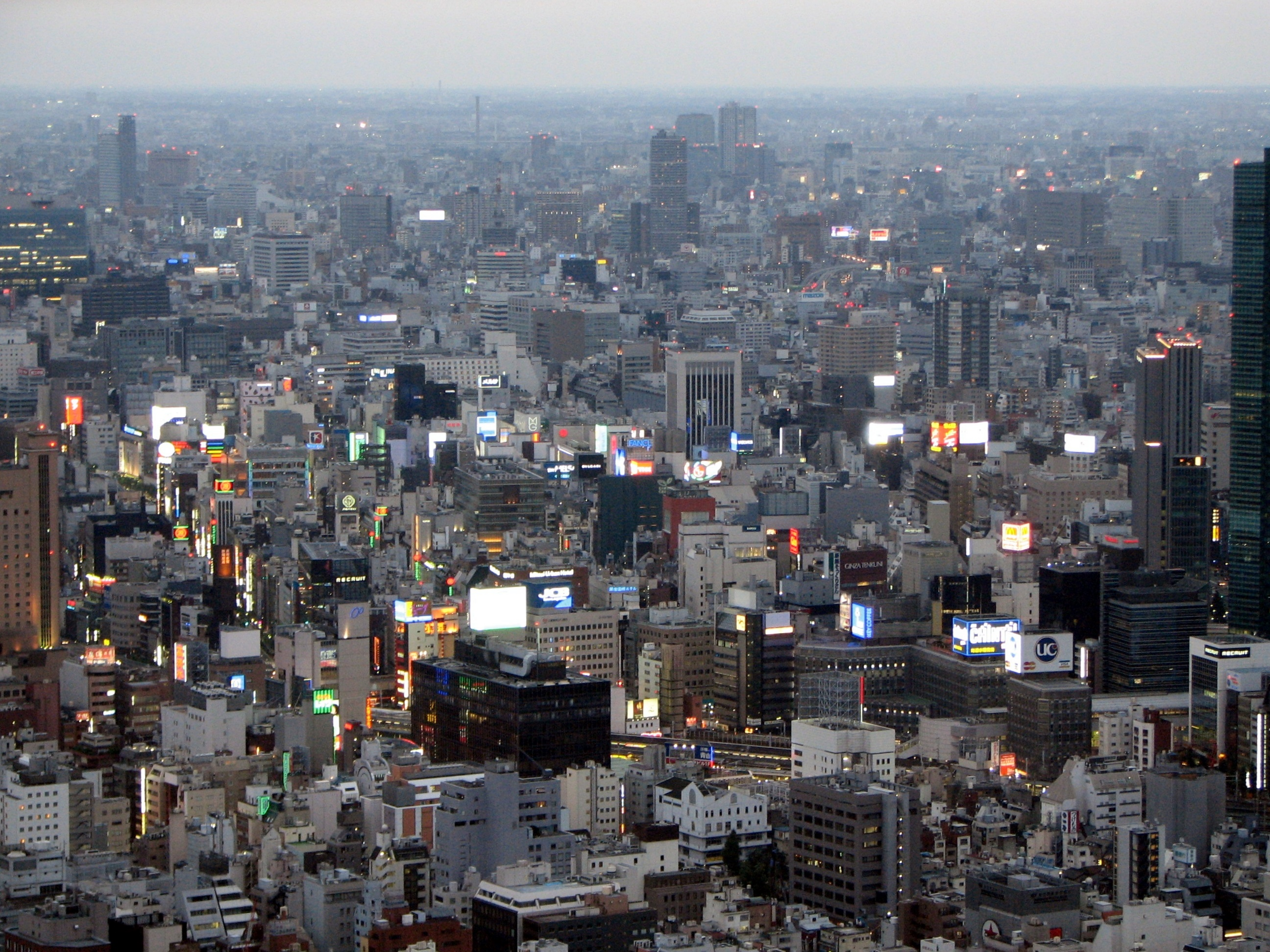
منطقه کلان‌شهری توکیو، پایتخت ژاپن، با حدودِ ۳۸ میلیون نفر شهروند پرجمعیت‌ترین منطقه شهری در جهان است.

منطقه شهری منطقه‌ای با ویژگیِ تراکم جمعیتِ انسانی بالا و امکانات انسان‌ساخته فراوان در مقایسه با مناطقِ اطرافِ آن است. مناطق شهری ممکن است یک شهر یا شهرک  یا یک نقطه شهری کوچک تا متوسط باشد اما این اصطلاح معمولاً به زیستگاه‌های انسانیِ با تعاریفِ محدوده روستایی از جمله روستاها و آبادی‌ها گفته نمی‌شود. یک منطقه شهری، مقداری کوچکتر از منطقهٔ کلان‌شهری و بخشی از آن است.
یک مثال بهتر این است که:::
منطقه کلانشهری نیویورک از پنج منطقه شهری به نام‌های: 
- بِرانکس
- بُروکلین
- مَنهتَن
- اِستاتِن آیلَند
- کویینز

تشکیل شده است که بزرگ ترین منطقه شهری و کلانشهری جهان را شکل داده است! نیویورک همچنین یازدهمین شهر پرجمعیت جهان را شامل شده است، کل جمعیت نیویورک ۸ میلیون و ۶۲۰ هزار نفر با ۴ میلیون و ۱۵ هزار مرد(۴۸.۱۲ درصد) و ۴ میلیون و ۴۷ هزار زن(۵۱.۸۸ درصد) تخمین زده می‌شود. در نیویورک ۳۲۵,۰۲۹ زن بیشتر از مردها هستند. در میان مناطق پنجگانه شهر نیویورک سیتی؛ بروکلین و کویینز دارای سطح فرهنگی-اجتماعی پایین تری نسبت به باقی مناطق هستند. لوکس‌ترین، گران قیمت ترین و بیشترین سطوح فرهنگی-اجتماعی مناطق نیویورک به ترتیب شامل:
- ۱-منهتن★★★★☆
- ۲-برانکس★★★☆☆
- ۳-استاتن آیلند★★☆☆☆
- ۴-کویینز★☆☆☆☆
- ۵-بروکلین☆☆☆☆☆

طبق گفته سازمان ملل متحد در نیمه اول سال ۲۰۱۸ (میلادی)، ۳ میلیارد و ۴۰۰ میلیون نفر در روستاها و ۴ میلیارد و ۳۰۰ میلیون نفر در شهرها سکونت دارند.

جمعیت شهری در جهان در سال ۱۹۵۰ (میلادی) تنها ۷۴۶ میلیون نفر بود که در دهه‌های پس از آن افزایش یافته‌است و اکنون به حدود ۴/۵ میلیارد نفر رسیده است!<re.وال استریت ژورنال</ref> در حدود ۷٫۱ میلیارد نفر در زمین زندگی می‌کنند. در سال ۲۰۰۹، شمارِ مردمِ ساکن در مناطق شهری (۳٫۴۲ میلیارد نفر) از تعداد افرادِ ساکن در مناطقِ روستایی (۳٫۴۱ میلیارد نفر) پیشی گرفته و جهان از روستا نشینی به شهرنشینی روآور شده‌است. اگر آمار جمعیتی روستاها در ایران در همین ویکی‌پدیا را ببینید، متوجه خواهید شد که اکثریت روستاها نسبت به پنج یا ده سال آینده   این نخستین بار است که بیشترِ جمعیتِ جهان در شهرها زندگی می‌کنند تا در روستاها.
مناطق شهری با روند شهرنشینی ایجاد شده و توسعه یافته‌اند. اندازه گیریِ حدودِ یک منطقه شهری، در تجزیه و تحلیلِ تراکمِ جمعیت و روندِ گسترشِ شهرها و نیز در تعیینِ جمعیتِ شهری و روستایی اهمیت دارد.
یک منطقهٔ کلان‌شهری می‌تواند شاملِ نه تنها یک منطقه شهری، بلکه شهرهای حومهٔ آن و شهرهای روی نقشه که به لحاظِ اجتماعی-اقتصادی با هستهٔ مرکزیِ آن شهر رفت‌وآمد دارند باشد.

## تعاریف
تعریفِ رسمیِ این اصلاح و ترکیب در میانِ ملت‌ها کمی با هم متفاوت است. تعریفِ مناطقِ شهری در کشورهای اروپایی معمولاً بر اساسِ زمین‌های با کاربریِ شهری است و در آن دامنهٔ فاصله‌ها در آن معمولاً بیش از ۲۰۰ متر نیست. در این روش، استفاده از تصویربرداری ماهواره‌ای به جای بلوک‌های سرشماری در تعیینِ مرزهای منطقه شهری متداول است. اما در کشورهای کمتر توسعه یافته، افزون بر کاربردِ کاربریِ زمین و تراکم؛ گاهی این شرط را هم در نظر می‌گیرند که باید بخشِ بزرگی از جمعیت -که به طورِ معمول ۷۵٪ کلِ جمعیت در نظر گرفته می‌شود- در بخشِ کشاورزی مشغول به کار نباشد.

### منطقه شهری در فرانسه
یک منطقه شهری (فرانسوی: aire urbaine) بر اساسِ اداره ملیِ آمارِ فرانسه، یک هستهٔ توسعه یافتهٔ شهری و مقدارِ فعالیت و رفت‌وآمد به آن است. هنگامی که این مقدار به تراکمِ بزرگتری می‌رسد، این واحد به چیزی شبیهِ تعریفِ یک منطقه کلان‌شهری در ایالات متحده بدل می‌شود.

### در استرالیا
در استرالیا، از این مناطق با ترکیبِ مراکز شهری و با خوشه‌های جمعیتیِ ۱۰۰۰ نفر یا بیشتر و با تراکمِ دسته کمیِ 200/km2 نامبرده و تعریف می‌شود.

## بزرگ‌ترین مناطق شهری در جهان
بر طبق کتاب حقایق جهانی:
1. توکیو (ژاپن) - ۳۷٬۲۷۴٬۰۰۰
2. دهلی (هند) - ۳۲٬۰۶۶٬۰۰۰
3. شانگهای (چین) - ۲۸٬۵۱۷٬۰۰۰
4. مانیل (فیلیپین) - ۲۸٬۲۵۰٬۵۱۷
5. داکا (بنگلادش) - ۲۲٬۴۷۸٬۰۰۰
6. سائو پائولو (برزیل) - ۲۲٬۴۳۰٬۰۰۰
7. مکزیکوسیتی (مکزیک) - ۲۲٬۰۸۵٬۰۰۰
8. قاهره (مصر) - ۲۱٬۷۵۰٬۰۰۰
9. پکن (چین) - ۲۱٬۳۳۳٬۰۰۰
10. بمبئی (هند) - ۲۰٬۹۶۱٬۰۰۰
11. نیویورک (ایالات متحده آمریکا) - ۱۹٬۲۳۳٬۰۰۰